# Елика Портной
Елика Портной е актриса и режисьорка от български произход. Основателка е на продуцентската компания Mutressa Movies, чрез която са реализирани 2 филма. Продуценската компания е базирана в Бостън (САЩ).

## Образование
Завършва финанси в Университета „Джордж Мейсън“. Изучава икономически специалности и в Джорджтаунския университет и в Колежа Свети Петър в Оксфорд. Учи пеене в Музикалния колеж в Бъркли и модерен балет в Бостънската консерватория.

## Кариера
Заниманията на Портной са разнообразни. Управлява частни капитали на Международната финансова корпорация. За кратко е модел и се появява на страниците на сп. „Вог“. Съводеща е на кабелно предаване за инвестиции. В България се изявява и като актриса в театър „Жар“.
След като се появява в няколко късометражни филма, Елика основава компанията Mutressa Movies, която е създала 2 филма. В тях се изявява като актьор и режисьор.

## Филмография
| Год. | Филм                                                    | Роля                     | Бележки             |
| ---- | ------------------------------------------------------- | ------------------------ | ------------------- |
| 2008 | A Close Shave                                           | Жената                   | сценарий и режисура |
| 2008 | Женски хитрини Tricks of Love (Tricks of a Woman в САЩ) | Деси                     | автор и режисьор    |
| 2010 | Имиграционно танго Immigration Tango                    | Elena Dubrovnik          | сюжет и режисура    |
| 2012 | София Sofia                                             | Vicki Denev Ursula Sofia | актриса             |